# کوریدوراس دم‌نواری
کوریدوراس دم‌نواری (نام علمی: Corydoras cochui)، که به‌نام گربه ماهی کوچو یا کوریدوراس کوچو نیز شناخته می‌شود، یک ماهی آب شیرین ساکن مناطق گرمسیری متعلق به زیر خانواده کوریدوراس‌ها از خانواده گربه ماهیان زره دار است. خاستگاه این گونه آبهای داخلی آمریکای جنوبی در حوضه رودخانه آراگوایا در کشور برزیل است.
این ماهی تا ۲٫۵ سانتیمتر رشد می‌کند. در آب و هوای گرمسیری در آب با پی‌اچ ۶٫۰ تا ۸٫۰، سختی آب بین ۲ تا ۲۵ و دمای ۲۶ درجه سانتیگراد زندگی می‌کند. کوریدوراس دم‌ملیه‌ای از کرم‌ها، سخت‌پوستان کف بستر، حشرات و مواد گیاهی تغذیه می‌کند. در پوشش گیاهی متراکم تخم می‌گذارد و نر و ماده از تخم‌ها محافظت نمی‌کنند.
کوریدوراس دم‌میله‌ای در تجارت آکواریوم گونه‌ای دارای اهمیت است.